# Granica austriacko-liechtensteińska
Granica austriacko-liechtensteińska – granica międzypaństwowa pomiędzy Księstwem Liechtensteinu a Republiką Austrii o długości 36,7 km. Aktualny jej przebieg został przyjęty 20 lipca 1960 roku i uległ niewielkiej korekcie 28 grudnia 2006 roku, kiedy rząd Liechtensteinu sprecyzował bieg granicy Księstwa.

## Przebieg
Granica rozpoczyna się u trójstyku ze Szwajcarią na szczycie Naafkopf i biegnie w kierunku północnym do grani szczytu Gorfion, gdzie skręca na wschód. Po dwóch kilometrach ponownie kieruje się na północ i przebiega niezamieszkanymi graniami kolejnych alpejskich szczytów: Ochsenkopf, Scheienkopf i Galinakopf. Na ostatnim szczycie granica skręca na zachód w kierunku szczytu Garsellikopf. Tu przecina ją rzeka Samina. Dalej kieruje się na północ wzdłuż gór: Drei Schwestern, Sattelspitz i Saroja. Następnie granica schodzi na niższe tereny i przebiega w okolicy miejscowości: Schaanwald i Feldkirch (dzielnica Tisis). Biegnie dalej w kierunku północno-wschodnim do podnóży wzgórza Eschnerberg, gdzie zakręca na północny zachód, by po ok. 3 km ponownie skierować się na północny wschód w stronę Renu, gdzie kończy się drugim trójstykiem ze Szwajcarią, który stanowi najdalej wysunięty na zachód punkt Austrii i najdalej wysunięty na północ (a jednocześnie najniżej położony) punkt Liechtensteinu.

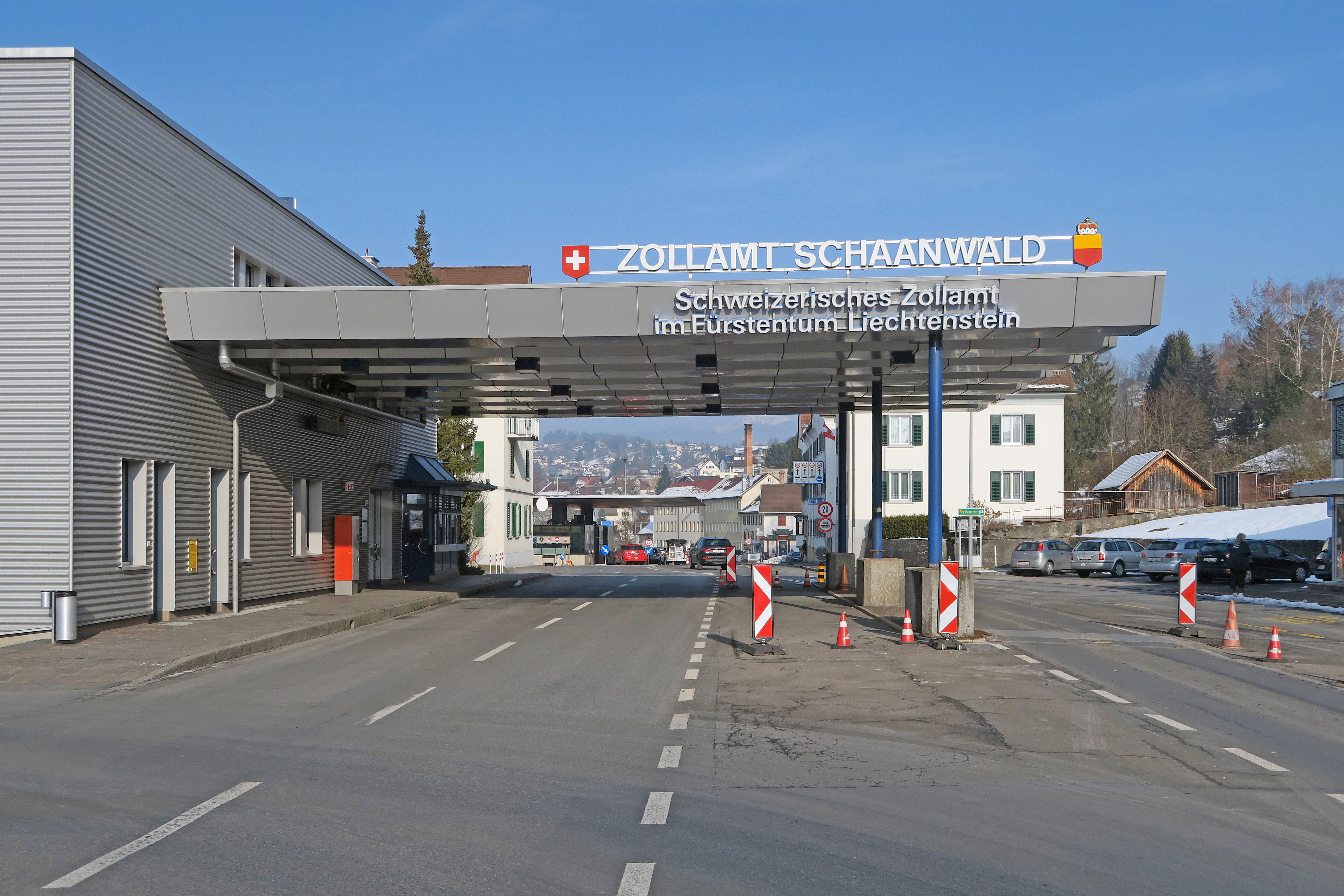
Kontrola celna na przejściu granicznym Schaanwald-Tisis.

## Przejścia graniczne
19 grudnia 2011 roku Liechtenstein przystąpił do strefy Schengen w związku z czym wszystkie przejścia graniczne dla ruchu osobowego zostały zamknięte. Granicę przecinają cztery drogi samochodowe o utwardzonej nawierzchni:
- dzielnica Nofels, Feldkirch (Austria) – Ruggell (Liechtenstein)
- dzielnica Nofels, Feldkirch (Austria) – osada Hinterschellenberg, Schellenberg (Liechtenstein)
- dzielnica Tosters, Feldkirch (Austria) – Mauren (Liechtenstein)
- dzielnica Tisis, Feldkirch (Austria) – osada Schaanwald, Mauren (Liechtenstein)

Jedynie ostatnią z wymienionych dróg odbywać się może transport towarowy, ponieważ tylko tam odbywa się kontrola celna, którą od strony Liechtensteinu zapewnia szwajcarska straż graniczna.
Ponadto granice przecina linia kolejowa łącząca austriackie Feldkirch ze szwajcarskim Buchs.